# Метцентин, Эрнст Кристиан Пауль
Эрнст Кристиан Пауль Метцентин (нем. Ernst Christian Paul Metzenthin; 11 мая 1866, Диссен — 22 июля 1936, Чапел-Хилл) — американский филолог-германист немецкого происхождения. Брат Вальдемара Метцентина.
Родился в семье пастора. Учился в Германии в Берлине и Лейпциге, в 1886 году вместе с семьёй переехал в США. Защитил диссертацию в Пенсильванском университете, преподавал там же и в Брауновском университете, а с 1918 года и до конца жизни профессор Университета Северной Каролины в Чапел-Хилле. Преподавал, помимо германистики, общефилологические дисциплины.
Специалист по древневерхненемецкому и древнесаксонскому языкам. Исследовал язык раннего германского автора Отфрида фон Вейсенбурга, произвёл сравнительный анализ дошедших до нашего времени вариантов его сочинений. Занимался также изучением раннесредневековой анонимной поэмы «Спаситель», которой посвятил монографию (нем. Die Heimat der Adressaten des Heliand).
Дочь Метцентина, Эстер Метцентин, также стала заметным филологом-германистом.